# Шалимов, Григорий Семёнович
Григорий Семёнович Шалимов (1920—1991) — участник Великой Отечественной войны, полный кавалер ордена Славы, советский партийный и хозяйственный деятель.

## Биография
Родился в крестьянской семье, русский. Окончил сельскохозяйственный техникум, работал агрономом в Орловской области.
С июня 1941 года в боях Великой Отечественной войны — воздушный стрелок-радист 74-го гвардейского штурмового авиационного полка (1-я гвардейская штурмовая авиационная дивизия, 1-я воздушная армия, 3-й Белорусский фронт), гвардии сержант.
17 октября 1944 года в воздушном бою над городом Даркемен (ныне Озёрск, Калининградская область) сбил истребитель противника. 2 февраля 1945 года был награждён орденом Славы 3 степени.
18—27 марта 1945 года в боевых вылетах в районе городов Ширтен, Штайндорф (ныне Мамоново, Калининградская область) вместе с экипажем вывел из строя 11 автомашин и 9 подвод с грузом и боеприпасами противника, до 50 фашистов, 6 зенитных точек. 22 апреля 1945 года был награждён орденм Славы 2 степени.
13 апреля 1945 года близ Гросс-Блюменау (ныне Кремнёво, Калининградская область) вместе с экипажем уничтожил 4 автомашины с группой солдат противника, 3 зенитных точки. 20 апреля 1945 года близ Пиллау (ныне Балтийск, Калининградская область) вместе с экипажем уничтожил свыше 10 фашистов. 15 мая 1946 года был награждён орденом Славы 1 степени. С 1945 года член ВКП(б).
Демобилизован в ноябре 1945 года.
Работал агрономом, секретарём райкома КПСС в Орловской области. Окончил Всесоюзный сельскохозяйственный институт в Балашихе в 1962 году. С 1966 года — директор птицесовхоза «Орловский» в Орле.
Участник Парада Победы на Красной площади в Москве 9 мая 1985 года.
Похоронен в Орле на Троицком кладбище.